# Craiva
Craiva là một xã thuộc hạt Arad, România. Dân số thời điểm năm 2002 là 3116 người.